# Kenneth McMillan
Kenneth McMillan (New York, 2 luglio 1932 – Santa Monica, 8 gennaio 1989) è stato un attore statunitense.

## Biografia
Figlio di Margaret e Harry McMillan, sposò Kathryn McDonald da cui ebbe una figlia, l'attrice Alison McMillan. Ha partecipato anche a diverse opere teatrali al New York Shakespeare Festival.
Morì all'età di 56 anni l'8 gennaio 1989 a causa di una malattia al fegato.

## Filmografia parziale

### Cinema
- Serpico, regia di Sidney Lumet (1973)
- Il colpo della metropolitana (Un ostaggio al minuto) (The Taking of Pelham One Two Three), regia di Joseph Sargent (1974)
- La fabbrica delle mogli (The Stepford Wives), regia di Bryan Forbes (1975)
- Una strada chiamata domani (Bloodbrothers), regia di Robert Mulligan (1978)
- Oliver's Story, regia di John Korty (1978)
- Li troverò ad ogni costo (Hide in Plain Sight), regia di James Caan (1980)
- E io mi gioco la bambina (Little Miss Marker), regia di Walter Bernstein (1980)
- Carny un corpo per due uomini (Carny), regia di Robert Kaylor (1980)
- L'uomo del confine (Borderline), regia di Jerrold Freedman (1980)
- Uno scomodo testimone (Eyewitness), regia di Peter Yates (1981)
- L'assoluzione (True Confessions), regia di Ulu Grosbard (1981)
- Ragtime, regia di Miloš Forman (1981)
- Di chi è la mia vita? (Whose Life Is It Anyway?), regia di John Badham (1981)
- Lui è mio (Partners), regia di James Burrows (1982)
- L'ora che uccide (The Clairvoyant), regia di Armand Mastroianni (1982)
- Amare con rabbia (Reckless), regia di James Foley (1984)
- Dune, regia di David Lynch (1984)
- Amadeus, regia di Miloš Forman (1984)
- Il Papa del Greenwich Village (The Pope of Greenwich Village), regia di Stuart Rosenberg (1984)
- Protocol, regia di Herbert Ross (1984)
- L'occhio del gatto (Cat's Eye), regia di Lewis Teague (1985)
- A 30 secondi dalla fine (Runaway Train), regia di Andrej Končalovskij (1985)
- Pazzi da legare (Armed and Dangerous ), regia di Mark L. Lester (1986)
- Malone - Un killer all'inferno (Malone), regia di Harley Cokeliss (1987)
- In fuga per tre (Three Fugitives), regia di Francis Veber (1989)

### Televisione
- Incubo dietro le sbarre (In the Custody of Strangers), regia di Robert Greenwald – film TV (1982)
- Moonlighting (Moonlighting) – serie TV, episodio 3x07 (1986)
- La signora in giallo (Murder, She Wrote) – serie TV, episodio 4x02 (1987)

## Doppiatori italiani
Nelle versioni in italiano delle opere in cui ha recitato, Kenneth McMillan è stato doppiato da:
- Sergio Fiorentini in Dune, Il Papa del Greenwich Village, Alfred Hitchcock presenta
- Giampiero Albertini in E io mi gioco la bambina, A 30 secondi dalla fine
- Mario Maranzana in La fabbrica delle mogli
- Alessandro Sperlì in Starsky & Hutch
- Carlo Baccarini in Le notti di Salem
- Renato Mori in L'assoluzione
- Mario Scarabelli in Incubo dietro le sbarre
- Paolo Poiret in Amore con rabbia
- Diego Reggente in Amadeus
- Vittorio Battarra in L'onore della famiglia
- Glauco Onorato in L'occhio del gatto
- Giorgio Lopez in Pazzi da legare
- Manlio Guardabassi in La signora in giallo
- Silvio Spaccesi in In fuga per tre
- Pieraldo Ferrante in Le notti di Salem (ridoppiaggio)